# Каркаси
Каркаси (исп. Carcasí) — город и муниципалитет в северо-восточной части Колумбии, на территории департамента Сантандер. Входит в состав провинции Гарсия-Ровира.

## История
Поселение, из которого позднее вырос город, было основано 23 марта 1772 года. Муниципалитет Каркаси был выделен в отдельную административную единицу в 1887 году.

## Географическое положение

Муниципалитет Каркаси

Город расположен в восточной части департамента, в горной местности Восточной Кордильеры, на расстоянии приблизительно 73 километров к юго-востоку от города Букараманги, административного центра департамента. Абсолютная высота — 2107 метров над уровнем моря.
Муниципалитет Каркаси граничит на севере с территорией муниципалитета Консепсьон, на западе — с муниципалитетом Энсисо, на юго-западе — с муниципалитетом Сан-Мигель, на юге — с муниципалитетом Макаравита, на востоке — с территорией департамента Бояка. Площадь муниципалитета составляет 426 км².

## Население
По данным Национального административного департамента статистики Колумбии, совокупная численность населения города и муниципалитета в 2015 году составляла 5039 человек.
Динамика численности населения муниципалитета по годам:
| 2005 | 2006 | 2007 | 2008 | 2009 | 2010 | 2011 | 2012 | 2013 | 2014 | 2015 |
| ---- | ---- | ---- | ---- | ---- | ---- | ---- | ---- | ---- | ---- | ---- |
| 5200 | 5219 | 5198 | 5183 | 5170 | 5154 | 5135 | 5105 | 5086 | 5073 | 5039 |

Согласно данным переписи 2005 года мужчины составляли 53,3 % от населения Каркаси, женщины — соответственно 46,7 %. В расовом отношении белые и метисы составляли 99,9 % от населения города; негры, мулаты и райсальцы — 0,1 %.
Уровень грамотности среди всего населения составлял 85,6 %.

## Экономика
Основу экономики Каркаси составляет сельское хозяйство.
78,8 % от общего числа городских и муниципальных предприятий составляют предприятия торговой сферы, 15,2 % — предприятия сферы обслуживания, 3 % — промышленные предприятия, 3 %— предприятия иных отраслей экономики.